# Melanie Scrofano
Melanie Neige Scrofano (Ottawa, 20 de dezembro de 1982) é uma atriz e diretora canadense, mais conhecida por seu papel como Wynonna Earp na série de televisão de mesmo nome, "Wynonna Earp".

## Biografia
Scrofano nasceu em Ottawa, capital da província de Ontário, Canadá. Seu pai é engenheiro, e sua mãe é uma funcionária do governo. Melanie possui ascendência italiana, francesa, e canadense. A atriz começou como modelo aos 13 anos de idade, e começou a atuar quando seu agente decidiu inscrever a mesma para trabalhos de atuação.
Em Julho de 2017, foi revelado em um artigo da Variety que Scrofano estava grávida durante as filmagens da segunda temporada de Wynonna Earp. Ela deu à luz um filho, em abril de 2017, logo após a produção da série ter acabado. Em 2024, se juntou com sua amiga Katherine Barrell para dirigir, escrever e atuar no filme Clickbait: Unfollowed.

## Filmografia

### Filmes
| Ano  | Título                        | Papel                        | Notas                                             |
| ---- | ----------------------------- | ---------------------------- | ------------------------------------------------- |
| 2008 | Baby Blues                    | Mani White                   |                                                   |
| 2009 | Good Meal, AA Good Meal       | Nancy                        |                                                   |
| 2009 | Saw VI                        | Gena                         |                                                   |
| 2011 | Citizen Gangster              | Ann Roberts                  |                                                   |
| 2012 | Conspiracy, TheThe Conspiracy | Sarah                        |                                                   |
| 2012 | Yeah Rite                     | Jenny / Zod                  | Curta-metragem                                    |
| 2012 | Nurse 3D                      | Rachel Adams                 |                                                   |
| 2014 | Wolves                        | Gail Timmins                 | [ 6 ]                                             |
| 2014 | RoboCop                       | Wife of Man with Prosthetics |                                                   |
| 2015 | A Sunday Kind of Love         | Emma / Death                 |                                                   |
| 2015 | Mangiacake                    | Tessa                        |                                                   |
| 2018 | Birdland                      | Merle James                  |                                                   |
| 2019 | Ready or Not                  | Emilie                       |                                                   |
| 2020 | The Silencing                 | Debbie                       |                                                   |
| 2022 | Welcome to Mama's             | Amy                          | Filme para a TV                                   |
| 2022 | The End of Sex                | Wendy                        |                                                   |
| 2023 | Cold                          | Jane                         | Curta-metragem                                    |
| 2024 | Clickbait: Unfollowed         | Shalin                       | Filme para TV (Também como diretora e roteirista) |

### Televisão
| Ano       | Título                                | Papel                   | Notas                                                                          |
| --------- | ------------------------------------- | ----------------------- | ------------------------------------------------------------------------------ |
| 2002      | Undressed                             | Isobel                  |                                                                                |
| 2003      | Mob Stories                           | Menard's Girlfriend     | Episódio: "Don of St. Leonard"                                                 |
| 2004      | Naked Josh                            | Marla                   | Episódio: "Family Misgivings"                                                  |
| 2006      | Beautiful People                      | Emma Lovren             | Episódios: "Best Face Forward", "And the Winner Is..."                         |
| 2006–2007 | Jeff Ltd.                             | Nathalie                | 4 episódios                                                                    |
| 2007      | Supernatural                          | Near-Dead Girl          | Episódio: "What Is and What Should Never Be"                                   |
| 2008      | Anne of Green Gables: A New Beginning | Brigitte                | Filme para TV                                                                  |
| 2009      | Manson                                | Leslie Van Houten       | Filme para TV                                                                  |
| 2010      | Kids in the Hall: Death Comes to Town | French Girl / Peg Liaro | Episódio: "Who Mailed Our Mayor?"                                              |
| 2010      | Pure Pwnage                           | October                 | Papel principal, 8 episódios                                                   |
| 2010      | Covert Affairs                        | Jane / Woman #2         | Episódio: Piloto                                                               |
| 2010      | Baxter                                | Ms. Mansfield           | 3 episódios                                                                    |
| 2010      | Being Erica                           | Rebecca                 | Papel recorrente, 10 episódios                                                 |
| 2011      | Mudpit                                | Leah                    | Episódio: "Travellin' Band"                                                    |
| 2011      | Rookie Blue                           | Sophie Lewis            | Episódio: "The One That Got Away"                                              |
| 2011      | Dave vs Death                         | Sheila                  | Curta                                                                          |
| 2011      | Flashpoint                            | Holly McCord            | Episódio: "Grounded"                                                           |
| 2011      | Stay with Me                          | Alison                  | Filme para TV                                                                  |
| 2012      | Haven                                 | Noelle                  | 2 episódios                                                                    |
| 2012      | Saving Hope                           | Kym Spencer             | Episódio: "Contact"                                                            |
| 2012      | Warehouse 13                          | Alice/Kristen           | Episódio: "Fractures"                                                          |
| 2012–2014 | The Listener                          | Tia Tremblay            | Papel recorrente (3ª temporada) Papel principal (temporadas 4–5); 23 episódios |
| 2013      | Rewind                                | Jessica Knox            | Filme para TV                                                                  |
| 2013      | The Golden Ticket                     | Andrea                  | Curta                                                                          |
| 2013      | Degrassi: The Next Generation         | Meredith Fox            | 2 episódios                                                                    |
| 2015      | Gangland Undercover                   | Suzanna                 | Papel principal, 6 episódios                                                   |
| 2016      | Damien                                | Veronica Selvaggio      | Papel recorrente, 6 episódios                                                  |
| 2016      | Designated Survivor                   | Lisa Jordan             | 4 episódios                                                                    |
| 2016–2021 | Wynonna Earp                          | Wynonna Earp            | Protagonista                                                                   |
| 2016–2023 | Letterkenny                           | Mrs. McMurray           | 22 episódios                                                                   |
| 2018      | Frankie Drake Mysteries               | Jenny Shaw              | Episódio: "Ties that Bind"                                                     |
| 2018      | Bad Blood                             | Valentina Cosoleto      | Papel principal (2ª temporada)                                                 |
| 2021      | SurrealEstate                         | Harper North            | Episódio: "For Sale by Owner"                                                  |
| 2022–2023 | Star Trek: Strange New Worlds         | Captã Marie Batel       | 6 episódios                                                                    |